# Pachnobia vega
Pachnobia vega är en fjärilsart som beskrevs av Herz 1903. Pachnobia vega ingår i släktet Pachnobia och familjen nattflyn. Inga underarter finns listade i Catalogue of Life.